# Gudrun Anker
Gudrun Anker, född 13 december 1875 i Sandsvær i Buskerud, Norge, död 1958, var en norsk textilkonstnär.
Gudrun Anker var dotter till lantbruksskolerektorn Lorentz Peter Nilssen och Marie Louise Wexelsen. Hon utbildade sig till organist.
Hon debuterade vid 71 års ålder 1947 som textilkonstnär på Kunstnerforbundet i Oslo med en utställning som hon höll tillsammans med dottern Synnøve Anker Aurdal. År 1952 gjorde hon en studieresa till Italien. Hon producerade därefter en stor mängd broderier och andra textilarbeten.
Hon gifte sig 1902 med överingenjören Nils Botvid Anker (1878–1943). Hon var mor till textilkonstnären Synnøve Anker Aurdal och mormor till skulptören Siri Aurdal.